# Discografia di Alex Britti
La discografia di Alex Britti, cantautore e chitarrista italiano, è costituita da dieci album in studio, uno dal vivo, una raccolta, un EP, quarantaquattro singoli e trentasette video musicali (inclusi quelli come artista ospite), pubblicati dal 1992.

## Album

### Album in studio
| Anno                                                                  | Titolo | Classifiche | Certificazioni                                    |
| Anno                                                                  | Titolo | ITA         | Certificazioni                                    |
| --------------------------------------------------------------------- | --- | ----------- | ------------------------------------------------- |
| 1992                                                                  | Alex Britti - Pubblicato: 1992 - Etichetta: Fonit Cetra - Formati: CD                                                        | —           |                                                   |
| 1998                                                                  | It.Pop - Pubblicato: 1998 - Etichetta: Universal - Formati: CD                                                               | 3           | - ITA: - Platino (4) (originale) - Oro (dal 2009) |
| 2000                                                                  | La vasca - Pubblicato: 27 ottobre 2000 - Etichetta: Universal - Formati: CD, MC                                              | 6           | - ITA: Platino (4)                                |
| 2003                                                                  | Tre - Pubblicato: 2003 - Etichetta: Universal - Formati: CD                                                                  | 8           |                                                   |
| 2005                                                                  | Festa - Pubblicato: 2 settembre 2005 - Etichetta: Universal - Formati: CD                                                    | 25          |                                                   |
| 2009                                                                  | .23 - Pubblicato: 6 novembre 2009 - Etichetta: Universal - Formati: CD                                                       | 30          |                                                   |
| 2013                                                                  | Bene così - Pubblicato: 11 giugno 2013 - Etichetta: It.Pop - Formati: CD, download digitale                                  | 24          |                                                   |
| 2015                                                                  | In nome dell'amore - Volume 1 - Pubblicato: 20 novembre 2015 - Etichetta: It.Pop - Formati: CD, download digitale, streaming | 32          |                                                   |
| 2017                                                                  | In nome dell'amore - Volume 2 - Pubblicato: 5 maggio 2017 - Etichetta: It.Pop - Formati: CD, download digitale, streaming    | 37          |                                                   |
| 2022                                                                  | Mojo - Pubblicato: 1º luglio 2022 - Etichetta: It.Pop, Believe - Formati: CD, download digitale, LP, streaming               | —           |                                                   |
| "—" indica una pubblicazione che non si è classificata in quel Paese. | |             |                                                   |

### Album dal vivo
| Anno | Titolo                                                                                             | Classifiche | Certificazioni |
| Anno | Titolo                                                                                             | ITA         | Certificazioni |
| ---- | -------------------------------------------------------------------------------------------------- | ----------- | -------------- |
| 2008 | Alex Britti MTV Unplugged - Pubblicato: 1º febbraio 2008 - Etichetta: Universal - Formati: CD, DVD | 13          | - ITA: Oro     |

### Raccolte
| Anno | Titolo                                                                      | Classifiche | Certificazioni |
| Anno | Titolo                                                                      | ITA         | Certificazioni |
| ---- | --------------------------------------------------------------------------- | ----------- | -------------- |
| 2011 | Best Of - Pubblicato: 1º febbraio 2011 - Etichetta: Universal - Formati: CD | 20          | - ITA: Oro     |

## Extended play
| Anno | Titolo                                                                      |
| ---- | --------------------------------------------------------------------------- |
| 2003 | Tribe Generation EP - Pubblicato: 2003 - Etichetta: Universal - Formati: CD |

## Singoli

### Come artista principale
| Anno                                                                  | Titolo                                      | Classifiche | Classifiche | Certificazioni                | Album di provenienza |
| Anno                                                                  | Titolo                                      | ITA         | FRA         | Certificazioni                | Album di provenienza |
| --------------------------------------------------------------------- | ------------------------------------------- | ----------- | ----------- | ----------------------------- | -------------------- |
| 1997                                                                  | Quello che voglio                           | —           | —           |                               | It.Pop               |
| 1998                                                                  | Solo una volta (o tutta la vita)            | 2           | 78          | - ITA: Platino                | It.Pop               |
| 1998                                                                  | Gelido                                      | —           | —           |                               | It.Pop               |
| 1999                                                                  | Oggi sono io                                | 1           | —           | - ITA: Platino                | It.Pop               |
| 1999                                                                  | Mi piaci                                    | 10          | —           |                               | It.Pop               |
| 1999                                                                  | Se non ci sei                               |             | —           |                               | It.Pop               |
| 2000                                                                  | Una su 1.000.000                            | 3           | —           | - ITA: Platino                | La vasca             |
| 2000                                                                  | La vasca                                    | 6           | —           | - ITA: Oro                    | La vasca             |
| 2001                                                                  | Sono contento                               | 2           | —           |                               | La vasca             |
| 2001                                                                  | Io con la ragazza mia tu con la ragazza tua | —           | —           |                               | La vasca             |
| 2003                                                                  | 7000 caffè                                  | 15          | —           | Tre                           |                      |
| 2003                                                                  | Lo zingaro felice                           | —           | —           | Tre                           |                      |
| 2003                                                                  | La vita sognata                             | —           | —           | Tre                           |                      |
| 2005                                                                  | Prendere o lasciare                         | 23          | —           | Festa                         |                      |
| 2005                                                                  | Festa                                       | —           | —           | Festa                         |                      |
| 2006                                                                  | Quanto ti amo                               | —           | —           | Festa                         |                      |
| 2006                                                                  | ...Solo con te                              | 21          | —           | Festa                         |                      |
| 2006                                                                  | Notte di mezza estate (con Edoardo Bennato) | —           | —           | Best Of                       |                      |
| 2008                                                                  | Milano                                      | 31          | —           | Alex Britti MTV Unplugged     |                      |
| 2008                                                                  | L'isola che non c'è                         | 41          | —           | Alex Britti MTV Unplugged     |                      |
| 2009                                                                  | Piove                                       | 29          | —           | .23                           |                      |
| 2009                                                                  | Buona fortuna                               | 42          | —           | .23                           |                      |
| 2010                                                                  | L'attimo per sempre                         | —           | —           | .23                           |                      |
| 2011                                                                  | Immaturi                                    | 20          | —           | Best Of                       |                      |
| 2013                                                                  | Baciami (e portami a ballare)               | 29          | —           | Bene così                     |                      |
| 2013                                                                  | Bene così                                   | 24          | —           | Bene così                     |                      |
| 2013                                                                  | Senza chiederci di più                      | —           | —           | Bene così                     |                      |
| 2014                                                                  | Non è vero mai (con Bianca Atzei)           | 36          | —           | Bianco e nero                 |                      |
| 2015                                                                  | Un attimo importante                        | 50          | —           | In nome dell'amore - Volume 1 |                      |
| 2015                                                                  | Perché?                                     | —           | —           | In nome dell'amore - Volume 1 |                      |
| 2016                                                                  | Cinque petali di rosa                       | —           | —           | In nome dell'amore - Volume 1 |                      |
| 2017                                                                  | Speciale                                    | —           | —           | In nome dell'amore - Volume 2 |                      |
| 2017                                                                  | Stringimi forte amore                       | —           | —           | In nome dell'amore - Volume 2 |                      |
| 2020                                                                  | Brittish                                    | —           | —           | /                             |                      |
| 2020                                                                  | Una parola differente                       | —           | —           | /                             |                      |
| 2022                                                                  | Mojo                                        | —           | —           | Mojo                          |                      |
| 2023                                                                  | Nuda                                        | —           | —           | /                             |                      |
| 2023                                                                  | Tutti come te                               | —           | —           | /                             |                      |
| 2023                                                                  | Supereroi                                   | —           | —           | /                             |                      |
| 2024                                                                  | Uomini                                      | —           | —           | /                             |                      |
| 2025                                                                  | Oggi sono io (feat. Marco Mengoni)          | —           | —           | /                             |                      |
| 2025                                                                  | Solo una volta (feat. Clementino)           | —           | —           | /                             |                      |
| "—" indica una pubblicazione che non si è classificata in quel Paese. |                                             |             |             |                               |                      |

### Come artista ospite
| Anno | Titolo                                            | Album di provenienza |
| ---- | ------------------------------------------------- | -------------------- |
| 2015 | Ciao amore, ciao (Bianca Atzei feat. Alex Britti) | Bianco e nero        |
| 2019 | Anche quando piove (Mameli feat. Alex Britti)     | Amarcord             |

## Video musicali
| Anno | Titolo                                              | Regista/i                             |
| ---- | --------------------------------------------------- | ------------------------------------- |
| 1998 | Solo una volta (o tutta la vita) [prima versione]   | —                                     |
| 1998 | Solo una volta (o tutta la vita) [seconda versione] | Manetti Bros.                         |
| 1998 | Gelido                                              | Manetti Bros.                         |
| 1999 | Oggi sono io                                        | Claudio Sinatti                       |
| 1999 | Mi piaci                                            | Manetti Bros.                         |
| 1999 | Se non ci sei                                       | —                                     |
| 2000 | Una su 1.000.000                                    | Stefano Salvati                       |
| 2000 | La vasca                                            | Manetti Bros.                         |
| 2001 | Sono contento                                       | Stefano Salvati                       |
| 2001 | Io con la ragazza mia tu con la ragazza tua         | —                                     |
| 2003 | 7000 caffè                                          | Paolo Monico                          |
| 2003 | Lo zingaro felice                                   | Domenico Liggeri                      |
| 2003 | Vita sognata                                        | Beniamino Catena                      |
| 2005 | Prendere o lasciare                                 | Cosimo Alemà                          |
| 2005 | Festa                                               | Cosimo Alemà                          |
| 2005 | Quanto ti amo                                       | Cosimo Alemà                          |
| 2006 | ...solo con te                                      | Fabio Jansen                          |
| 2006 | Notte di mezza estate (con Edoardo Bennato)         | Cosimo Alemà                          |
| 2009 | Piove                                               | Stefano Bertelli                      |
| 2009 | Buona fortuna                                       | Gaetano Morbioli                      |
| 2010 | L'attimo per sempre                                 | Stefano Bertelli                      |
| 2011 | Immaturi                                            | Cosimo Alemà                          |
| 2013 | Baciami (e portami a ballare)                       | Luana Gualano                         |
| 2013 | Bene così                                           | Nanni Musiqo                          |
| 2014 | Non è vero mai (Bianca Atzei feat. Alex Britti)     | Gaetano Morbioli                      |
| 2015 | Un attimo importante                                | Sara Tirelli                          |
| 2015 | Perchè?                                             | Ivano De Matteo                       |
| 2016 | Cinque petali di rosa                               | Gianpiero Alicchio                    |
| 2017 | Speciale                                            | Gianpiero Alicchio                    |
| 2017 | Stringimi forte amore                               | Marcello Iappelli e John Pentassuglia |
| 2019 | Anche quando piove (Mameli feat. Alex Britti)       | The Astronauts                        |
| 2020 | Brittish                                            | Orazio Guarini                        |
| 2020 | Una parola differente                               | Vibes Art Studio                      |
| 2023 | Tutti come te                                       | Fabrizio Cestari                      |
| 2023 | Nuda                                                | Marcello Iappelli                     |
| 2023 | Supereroi                                           | Francesco Coppola                     |
| 2024 | Uomini                                              | Andree Lucini                         |